# Lambert Heinrich von Babo
Lambert Heinrich Clemens Reichsfreiherr von Babo (* 25. November 1818 in Ladenburg/Neckar; † 15. April 1899 in Karlsruhe) war ein deutscher Chemiker.

## Leben
Babo war der Sohn des Agronomen Lambert Joseph von Babo und seiner ersten Ehefrau Karoline Ehrmann. Der Weinbauwissenschaftler August Wilhelm von Babo war sein Halbbruder. Nach dem Abitur studierte Babo ab 1837 an den Universitäten Heidelberg und München Medizin und schloss dieses Studium 1842 in Heidelberg mit der Promotion ab. Im darauf folgenden Jahr begann er in Gießen bei Justus von Liebig Chemie zu studieren und beendete dieses Studium 1845 in Freiburg im Breisgau mit seiner Habilitation.
Am 6. September 1847 heiratete Babo in Freiburg Elise Baumgärtner. Mit ihr hatte er eine Tochter und zwei Söhne.
An der Universität Freiburg avancierte Babo vom Privatdozenten 1854 zum a. o. Prof. und 1859 zu o. Prof. Als solcher wurde er auch als Sachverständiger an die großherzoglichen Gerichte berufen. 1883 emeritierte er.

## Werk
Babo bestimmte den Wasserdampfdruck und entwickelte den nach ihm benannten Babo-Trichter zum Erhitzen von Glaskolben. Dieser besteht aus einem umgekehrten Kegelstumpf aus Stahlblech mit radial angeordneten Asbeststreifen an der Innenwand.
Er leistete Arbeiten zur Struktur von Alkaloiden, Isolierung des Cholins und entwickelte die Arsen-Bestimmung für gerichtsmedizinische Untersuchungen. Er stellte Ozon aus Sauerstoff her und entwickelte einen Nachweis für Piperidin.

## Schriften
- Arsen in Vergiftungsfällen (1844), zusammen mit R. Fresenius
- Zentrifugalkraft (1852)